# Kaelakee hääl
Kaelakee hääl (Nederlands: Het geluid van een halsketting) is een lied gezongen door de Estse zangers Ivo Linna en Maarja-Liis Ilus en was de Estse inzending voor het Eurovisiesongfestival van 1996.
Kaelakee hääl is gecomponeerd door Priit Pajusaar en de tekst is geschreven door Kaari Sillamaa. Het was de tweede Estse inzending op het Eurovisiesongfestival, na Silvi Vrait in 1994. Omdat Vraits resultaat (24e op 25) niet goed genoeg was, had Estland in 1995 een jaar moeten overslaan.
Tijdens Eurolaul, de Estse preselectie voor het songfestival, werd het lied door een internationale jury als winnaar gekozen uit 13 inzendingen. Kaelakee hääl haalde evenveel punten als Me rõõm ei kao van Kadri Hunt, maar werd als winnaar aangeduid omdat het meer maximumpunten had gekregen.
Het lied is een duet tussen twee geliefden, waarbij de twee personages de pijn beschrijven dat ze niet altijd bij elkaar kunnen zijn. De vrouw zegt dat zij een halsketting van barnsteen zal maken waar zij haar stem in legt, die een lied zal zingen voor de man wanneer zij ver weg is. De man zal de vrouw terugvinden dankzij haar parelketting, waarbij het geluid van de golven en de wolken hem van ver roepen.
Het lied werd op de avond als elfde opgevoerd, na Griekenland (Mariana Efstratiou met Emis forame to himona anixiatika) en vóór Noorwegen (Elisabeth Andreassen met I evighet). Linna en Ilus kregen 94 punten en eindigden op de vijfde plaats. Het was het eerste grote succes op het songfestival voor Estland, en de eerste top 10- en top 5-notering. Het was ook de eerste keer dat een ex-Sovjetstaat de top 5 haalde op het festival.
Van het lied zijn twee Engelstalige versies gemaakt, getiteld Away from home en Just a dream away. Van de tweede versie bestaat ook een Engels-Griekse versie, met enkele Griekse passages.